# Битка код Едингтона
Битка код Едингтона (енгл. Battle of Edington), вођена у мају 878, победа енглеског краља Алфреда Великог над Викинзима из Велике паганске армије.

## Позадина
У IX веку пиратски походи Викинга на Енглеску прерасли су у масовне најезде ради насељавања Британије. Скандинавци су се досељавали у Нортамбрију, Источну Англију и добар део Мерсије. Дошао је био ред и на Весекс, највећу и најмоћнију британску државу. Скандинавци су напали Весекс са неколико страна. Из Ирске су се појавили Викинзи који су већ били опустошили ову земљу. У исто време пристизале су нове групе Викинга из старе постојбине у Данској. Са треће стране из Француске долазили су Викинзи да потпомогну борбу својих једноплеменика у југоисточној Енглеској.
Када је Алфред (849-899) 871. године ступио на престо Весекса, затекао је веома лоше прилике. И суседне државице биле су у опадању услед учесталих скандинавских упада. Уједињене снаге Викинга, које се у енглеским хроникама оног времена називају заједничким именом Велика паганска војска, освојиле су Нортамбрију (867), Источну Англију (870) и Мерсију (874). Чим је постао краљ Весекса, Алфред је морао платити Данцима велику суму новаца. То је била њихова уцена и услов да се повуку иза граница Алфредове државе. Није Весекс био једини који је морао плаћати Данцима да их се ослободи. Данци су тражили од појединих британских владара да им плаћају редован данак, а у противном су претили да ће их уништити. Да би се овај данак могао исплатити, народ је морао давати посебан порез који се звао дански новац (Danegeld). Иако је Алфред положио тражену суму новаца, он није веровао у трајан мир са Скандинавцима, јер је било очигледно да се спремају да на разним странама Енглеске приграбе територије у које још нису били доспели. И заиста, седам година касније Викинзи, који су већ били заузели северну, средњу и источну Енглеску, изненадно су у зиму 878. упали у Весекс, последњу независну хришћанску краљевину у Енглеској.

## Битка
Краљ Алфред је био тако притешњен да се повукао на једно острво усред мочваре, где је презимио са малом групом верних ратника. Овде га непријатељ није могао наћи, а он је могао пратити непријатељско кретање. Када је грануло пролеће, Алфред је одважно кренуо из свог скровишта и позвао под краљевску заставу великаше (тенове) и народ (фирд). Напредујући у правцу непријатељског логора, сакупљао је војску која му се радо одазивала јер је уживао поверење својих поданика. После двонедељне опсаде и одлучујуће битке код Едингтона, Данци су били приморани да напусте Весекс.

## Последице
Према уговору, дански вођа Гутрум (Guthrum) и његови ратници примили су хришћанство и повукли са весешког тла натраг у Источну Англију. Уговор је касније тачно утврдио поделу Енглеске. Повучена је гранична црта иза које су на источној обали остале три скандинавске краљевине (Нортамбрија, Источна Англија и источна Мерсија) у којима је владао дански закон — Danelaw (Област данског закона). Сам Гутрум је након крштења постао краљ Ателстен од Источне Англије. Алфреду су остали Весекс, Кент, западни део Мерсије и Лондон са околином. Нагодба са Данцима није могла бити дугог века. Краљ Алфред је то знао, и због тога је предузео кораке да ојача одбрамбену снагу Весекса. Саградио је флоту од бродова већих и бржих но што су били викиншки и веле сам је за њих дао нацрте. Изградио је низ утврђења и снабдео их посадама. Образовао је сталну војску. Основао је коњицу. Алфредове припреме нису биле узалудне. Последњих седам година његове владавине поново су обележене ратовањем са Викинзима. Са близу три стотине бродова Викинзи из Француске упловили су у ушће реке Темзе 892. и придружили се Данцима из Источне Англије са којима су заједнички ударили на Алфреда. И опет су настале борбе на живот и смрт. Захваљујући својој бојној готовости краљ Алфред је успео да коначно сломи Викинге. Ови су се делом повукли из Британије, а делом су се примирили вративши се својим кућама у Источној Англији и Нортамбрији. Последње три године живота Алфред је проживео у миру. Умро је у педесетој години живота, 899. године. (У неким историјама наводи се 901. као година његове смрти.)